# Hurung Jilok
Hurung Jilok is een bestuurslaag in het regentschap Padang Lawas van de provincie Noord-Sumatra, Indonesië. Hurung Jilok telt 1284 inwoners (volkstelling 2010).